# Ronald Reis
Ronald Rudson Rodrigues dos Reis (Brasília, 23 de dezembro de 1991) é um jogador brasileiro de basquetebol. Atualmente defende o Franca no Novo Basquete Brasil.

## Início
Em Brazlândia, onda morava, Ronald se interessava apenas por futebol. Aos 14 anos, por insistência de seus primos, aceitou treinar basquete com eles. Ronald gostou do esporte e passou a praticá-lo. Quatro meses depois, em um treino num centro esportivo municipal, foi descoberto por Ricardo Oliveira, da escolinha Lance Livre, que o levou para treinar em sua escola.
Ronald chegou a ser inscrito no Campeonato Nacional ainda aos 16 anos. Em seguida teve uma passagem na Espanha, onde jogou pela equipe júnior do Torrejón, junto ao também brasileiro Gegê Chaia.

## Carreira

### Lobos Brasília (2009–2016)
Ronald jogou um total de 15 partidas no NBB nas suas primeiras duas primeiras temporadas como profissional em Brasília. Parte do elenco tricampeão nacional, o pivô demorou a conquistar sua vaga na equipe. Na sua terceira temporada, na qual o Brasília conquistou o terceiro título seguido, Ronald jogou mais minutos que nos dois anos anteriores somados. Ronald participou do Torneio de Enterradas no Jogo das Estrelas de 2012.
Nas temporadas 2012–13 e 2013–14, Ronald passou a disputar simultaneamente o NBB e a recém-fundada LDB. Ronald foi um dos grandes destaques do torneio sub-22, ganhando o prêmio de Jogador Mais Eficiente da LDB 2013. Ronald se destacou saindo do banco de reservas do Brasília no NBB 2013–14, e ficou em terceiro na votação para Melhor Sexto Homem da temporada. Ainda na mesma temporada, teve as primeiras chances como titular, anotando 20 rebotes em jogo contra o Limeira, sendo à época o recorde das fases de classificação do NBB.
Ronald continuou saindo do banco de reservas na temporada 2014–15, se destacando como quarto maior pontuador da equipe. Ronald renovou com o Brasília e assumiu a condição de titular para a temporada 2015–16. O pivô foi decisivo na segunda fase da Liga Sul-Americana de 2015, com um toco nos segundos finais do jogo que classificou o Brasília à decisão. O Brasília foi campeão ao bater o San Martín na final, e Ronald terminou como segundo maior reboteiro da competição.

## Estatísticas
| † | Denota temporadas em que a equipe de Ronald foi campeã do torneio |

### Temporada regular do NBB
| Ano               | Equipe            | PJ  | MPJ  | 2P%  | 3P%   | LL%   | RT  | AS  | BR | TO  | PPJ  |
| ----------------- | ----------------- | --- | ---- | ---- | ----- | ----- | --- | --- | -- | --- | ---- |
| 2009–10†          | Lobos Brasília    | 5   | 3.4  | .250 | .000  | 1.000 | .6  | .0  | .2 | .4  | .8   |
| 2010–11†          | Lobos Brasília    | 7   | 6.7  | .400 | .000  | .667  | 3.4 | .3  | .1 | .4  | 2.9  |
| 2011–12†          | Lobos Brasília    | 21  | 10.2 | .540 | .000  | .810  | 2.7 | .1  | .2 | .4  | 4.0  |
| 2012–13           | Lobos Brasília    | 32  | 12.4 | .602 | .000  | .829  | 3.6 | .1  | .3 | .7  | 4.9  |
| 2013–14           | Lobos Brasília    | 32  | 16.9 | .630 | .000  | .736  | 5.3 | .2  | .2 | .8  | 7.0  |
| 2014–15           | Lobos Brasília    | 30  | 17.4 | .561 | 1.000 | .806  | 5.5 | .5  | .4 | .9  | 8.4  |
| 2015–16           | Lobos Brasília    | 24  | 24.9 | .629 | .000  | .720  | 6.1 | .7  | .6 | 1.0 | 13.8 |
| Carreira          | Carreira          | 151 | 15.5 | .592 | .067  | .765  | 4.5 | .3  | .3 | .7  | 7.1  |
| Jogo das Estrelas | Jogo das Estrelas | 1   | 17.8 | .700 | .000  | .500  | 5.0 | 1.0 | .0 | 1.0 | 15.0 |

### Playoffs do NBB
| Ano      | Equipe         | PJ | MPJ  | 2P%   | 3P%  | LL%   | RT  | AS  | BR | TO  | PPJ  |
| -------- | -------------- | -- | ---- | ----- | ---- | ----- | --- | --- | -- | --- | ---- |
| 2010†    | Lobos Brasília | 1  | 5.0  | .000  | .000 | .000  | 3.0 | 1.0 | .0 | .0  | .0   |
| 2011†    | Lobos Brasília | 2  | 3.7  | .000  | .000 | .500  | .5  | .0  | .0 | .0  | .5   |
| 2012†    | Lobos Brasília | 8  | 5.5  | .692  | .000 | .500  | 1.1 | .4  | .1 | .1  | 2.4  |
| 2013     | Lobos Brasília | 4  | 4.8  | 1.000 | .000 | 1.000 | 1.5 | .3  | .0 | .3  | 2.3  |
| 2014     | Lobos Brasília | 3  | 13.3 | .556  | .000 | 1.000 | 3.0 | .0  | .3 | 1.7 | 4.0  |
| 2015     | Lobos Brasília | 8  | 19.8 | .611  | .000 | .750  | 5.6 | .4  | .3 | 1.6 | 10.1 |
| 2016     | Lobos Brasília | 11 | 20.2 | .587  | .000 | .455  | 4.4 | 1.2 | .4 | .6  | 8.1  |
| Carreira | Carreira       | 37 | 13.4 | .615  | .000 | .583  | 3.3 | .6  | .2 | .7  | 5.7  |

### FIBA Liga das Américas
| Ano      | Equipe         | PJ | MPJ  | 2P%  | 3P%  | LL%  | RT  | AS | BR | TO | PPJ |
| -------- | -------------- | -- | ---- | ---- | ---- | ---- | --- | -- | -- | -- | --- |
| 2012     | Lobos Brasília | 9  | 7.7  | .667 | .000 | .733 | 2.7 | .1 | .2 | .6 | 3.4 |
| 2013     | Lobos Brasília | 9  | 8.4  | .706 | .000 | .833 | 2.1 | .2 | .2 | .0 | 3.2 |
| 2014     | Lobos Brasília | 3  | 11.3 | .692 | .000 | .667 | 4.7 | .7 | .3 | .7 | 6.7 |
| Carreira | Carreira       | 21 | 8.5  | .689 | .000 | .750 | 2.7 | .2 | .2 | .3 | 3.8 |

## Títulos
Lobos Brasília
- Liga Sul-Americana: 2 vezes (2013 e 2015).
- Campeonato Brasileiro: 3 vezes (2009-10, 2010-11 e 2011-12).